# Bulbophyllum alkmaarense
Bulbophyllum alkmaarense är en orkidéart som beskrevs av Johannes Jacobus Smith. Bulbophyllum alkmaarense ingår i släktet Bulbophyllum och familjen orkidéer. Inga underarter finns listade i Catalogue of Life.